# 171 г. пр.н.е.
171 (сто седемдесет и първа) година преди новата ера (пр.н.е.) е година от доюлианския (Помпилийски) римски календар.

## Събития

### В Римската република
- Консули са Публий Лициний Крас и Гай Касий Лонгин.
- В Южна Испания е основана първата римска колония извън Италия под името Colonia Libertinorum Carteia.[1]
- Трима бивши управители на испанските провинции са дадени на съд.[1] Марк Тициний е оневинен, но Марк Мациен и Публий Фурий Фил са изпратени в изгнание.[2]
- Рим обявява война на Персей Македонски, начало на Третата македонска война.[1] Командването на армиите срещу Македония е дадено на консула Крас, а командването в Италия на Касий.[3]

### В Гърция
- Римски пратеници са изпратени да търсят подкрепа от полисите и конфедерациите от градове в Гърция. Квинт Марций Филип успява да накара беотийците да прекратят съюзните си връзки с Персей и да предизвика края на Беотисйкия съюз след като повечето градове предпочитат самостоятелно да се обърнат за приятелство към Рим.[4]
- Персей нанася поражение на римска войска водена от консула Крас при Калиник.[1]

### В Азия
- Митридат I става владетел на Партия[1]

## Починали
- Фраат I, владетел на Партия от династията на Арсакидите